# Party Rock Anthem
Party Rock Anthem è un brano musicale del duo hip hop statunitense LMFAO, eseguito in collaborazione con la cantante britannica Lauren Bennett e il DJ americano GoonRock. È stato pubblicato come primo singolo dal loro secondo album Sorry for Party Rocking nel 2011. Nello stesso anno è diventato un super tormentone estivo, salendo le classifiche musicali di molti stati al mondo. In tutto il mondo, è stato il terzo singolo digitale più venduto del 2011 con vendite di 9,7 milioni di copie. Nell'agosto 2013 Party Rock Anthem è stata classificata dalla "Billboard Hot 100 55º anniversario" la quinta canzone di maggior successo di tutti i tempi. Il videoclip della canzone ha oltre 2 miliardi di visualizzazioni su YouTube, in Corea del Sud la canzone ha venduto 4.200.000

## Riconoscimenti
È stato il primo video a raggiungere 1 milione di like su YouTube, il 15 novembre 2011.

## Video musicale

### Background
Il video musicale è stato pubblicato l'8 marzo 2011, ed è stato prodotto da Redfoo e SkyBlu, con l'aiuto di Shinzu Ai. La coreografia è da parte di Hokuto Konishi, Victor Kim, Ryan Conferido, Steve Terada, Aris Paracuelles, Brian Hirano, Ryan Feng e Redfoo. Il video è una parodia del film horror del 2002, 28 giorni dopo. La cantante britannica Lauren Bennett è inclusa nel video insieme a GoonRock. Il direttore Mickey Finnegan e Redfoo, hanno descritto il video come un'epidemia, dove il mondo è diventato pazzo, non appena si sente la canzone del duo. 
Il video presenta i ballerini che eseguono il Melbourne Shuffle, che ha rapidamente guadagnato la popolarità negli Stati Uniti.

### Video
Il video si svolge dopo gli eventi di Sorry for Party Rocking ed è il prequel di Champagne Showers, entrambi canzoni del duo. La voce di apertura di questo video dice che Redfoo e Sky Blu sono caduti in un coma a causa del continuo ballare e che il loro singolo è stato pubblicato il giorno successivo. 28 giorni dopo, viene mostrato che Redfoo e Sky Blu si trovano in un ospedale deserto, svegliandosi dal loro coma con uno stile simile a quello del personaggio di Cillian Murphy nel film originale. Redfoo e Sky Blu, usciti dall'ospedale, si trovano in una strada deserta piena di letti e di automobili abbandonati. Individuano un uomo mentre ascolta con gli auricolari, tramite un cellulare rubato precedentemente a Redfoo, la canzone del duo. Prima di poterlo raggiungere, i due vengono afferrati da un altro uomo, che li nasconde dietro una macchina e gli spiega che da quando il loro singolo è uscito, tutti in tutto il mondo semplicemente ballano tutto il giorno. Durante la conversazione la canzone comincia a suonare in strada, così l'uomo prende rapidamente Redfoo e Sky Blu e gli dà degli auricolari per impedirgli di ascoltare la canzone, Redfoo e Sky Blu inseriscono le cuffie e si ritrovano a cantare insieme il brano. Presto la strada si riempie di shufflers e tutti danzando sulle note della canzone. Ad un certo punto un giovane, cercando di fuggire da un edificio, viene circondato dai ballerini e trasformato in uno Shuffle Zombie.
Spaventati dopo aver osservato la scena, Redfoo e Sky Blu cominciano a ballare insieme agli altri, fingendo di essere infetti. A metà del video, il giovane infetto danza verso Redfoo e Sky Blu, che sembrano terrorizzati. Il video dissolve, ma si apre rapidamente,mostrando che anche il duo è stato infettato, mentre cantano Every Day Im Shufflin partecipando alla danza con il resto dei ballerini infetti per il resto del video, che termina con la didascalia Every Day Im Shufflin. Il video musicale è stata girata presso Warner Bros. Studios di Burbank, CA.

## Performance di vendita
La canzone ha raggiunto il numero uno sulla Billboard Hot 100 e ci rimase per 6 settimane, rendendo gli LMFAO, il primo duo a fare tale successo negli USA. La canzone ha trascorso 69 settimane nel grafico, che a quel tempo era il terzo più alto numero di settimane nel grafico per una canzone nella storia di Billboard Hot 100. Ha superato i sette milioni di vendite digitali negli Stati Uniti nel luglio 2012, diventando la seconda più veloce canzone della storia digitale per raggiungere questo traguardo. Ha venduto 9,1 milioni di copie negli Stati Uniti dall'ottobre 2016 e oltre un milione di copie nel Regno Unito. È il terzo singolo digitale più venduto al mondo di tutti i tempi.
La canzone ha trascorso undici settimane al numero uno in Nuova Zelanda e dieci settimane in Australia. In Nuova Zelanda, è il più a lungo numero di un singolo composto da un duo con oltre 45.000 copie vendute nel 2011.

## Nella cultura di massa

### Televisione, film e videogiochi
"Party Rock Anthem" è stato usato in diverse serie televisive, come nel primo episodio di Awkward nella stagione 3, episodio 8 di Glee, nella stagione 5, episodio 12 di Gossip Girl, nel finale di stagione 3 della Parenthood, episodio 5 della stagione 2 di Broke Girls, nella stagione 4, episodio 14 dei Parchi della Ricreazione, nell'ottava stagione di So You Think You Can Danceand, nell'episodio South Park "City Sushi". È stato anche utilizzato nei titoli di apertura per la mostra di gioco della realtà australiana, The Renovators. C'è una parodia della canzone nella serie popolare YouTube, The Annoying Orange, nell'episodio intitolato "Party Rock" . La canzone è stata usata anche in un episodio di Saturday Night Live con Channing Tatum e nel Got Talent 2011 di Australia, cantato da Timomatic. Nell'episodio 8 della stagione 7 i concorrenti 8 Flavahz hanno ballato sulla base della canzone in MusicDanceQuiz. La canzone compare nella colonna sonora di Alvin Superstar 3, cantata dai Chipmunks e dalle Chipettes. È stato descritto nel trailer del film Lionsgate 2011. Big Happy Family di Madea è usata come colonna sonora nel Trailer. È presente in videogiochi di Just Dance 3 e FIFA Street. Il gioco video Dance Central 2 lo usa sul DLC, che è stato pubblicato il 28 febbraio 2012.
È utilizzata nel film 21 Jump Street e nel film Last Vegas.

### Pubblicità
La canzone è stata utilizzata in varie pubblicità, come quello della Kia Soul e quello del 2011 Sizzle Previen. È apparso anche in una promozione di Vodacom Sudafrica. L'ISP Plusnet ha utilizzato una cover di "Party Rock Anthem" in una pubblicità per i servizi a banda larga. È stata utilizzata anche per l'annuncio di Big Brother Australia 2012, in Indonesia per la pubblicità della Toyota Yaris e in molte altre pubblicità.

### Altro
La band di marcia dell'Università dell'Ohio, The Marching 110, ha eseguito la canzone durante l'intervallo di una partita nell'ottobre 2011. Le loro prestazioni sono state caricate su YouTube e sono diventate virali.
La stazione radio CANADA HOT 103 di Winnipeg ha suonato una versione della canzone con testi modificati che si riferiscono a Winnipeg e alle stelle dello sport locale. È una delle canzoni utilizzate dai Washington Capitals come colonna sonora quando segnano un gol. La canzone è stata usata come il grafico di chiusura per il programma 2012 Jersey Surf Drum & Bugle Corps. È stato utilizzato anche al Campionato di Kellogg Tour of Gymnastics, con tutti i tour che apprendono il "shuffle".
Durante i turbamenti pubblici del 2013 in Turchia, la canzone è stata usata includendo il neologismo "chapulling", con il coro: "Ogni giorno sto facendo cappello"; Un video è stato fatto usando le foto di protesta caricate su YouTube.

## Tracce

### Download digitale
1. Party Rock Anthem – 4:28

### CD Singolo
1. Party Rock Anthem (Album Version) – 4:23
2. Party Rock Anthem (Audiobot Remix) – 6:01

## Classifiche

### Classifiche settimanali
| Classifica (2011)                     | Posizione massima |
| ------------------------------------- | ----------------- |
| Livello mondiale                      | 1                 |
| Australia (ARIA)                      | 1                 |
| Austria (Ö3 Austria Top 40)           | 1                 |
| Belgio (Fiandre)                      | 1                 |
| Belgio (Vallonia)                     | 2                 |
| Brasile (Billboard Hot Pop & Popular) | 3                 |
| Brasile (ABPD)                        | 1                 |
| Canada (Canadian Hot 100)             | 1                 |
| Corea del Sud (GAON)                  | 1                 |
| Danimarca (Tracklisten)               | 1                 |
| Finlandia (Suomen virallinen lista)   | 5                 |
| Francia (SNEP)                        | 1                 |
| Francia (Club 40)                     | 1                 |
| Germania (Official German Charts)     | 1                 |
| Giappone (Japan Hot 100)              | 9                 |
| Irlanda (IRMA)                        | 1                 |
| Italia (FIMI)                         | 5                 |
| Norvegia (VG-Lista)                   | 3                 |
| Nuova Zelanda (Recorded Music NZ)     | 1                 |
| Messico (Monitor Latino)              | 1                 |
| Paesi Bassi (Dutch Top 40)            | 9                 |
| Paesi Bassi (Single Top 100)          | 6                 |
| Regno Unito (OCC)                     | 1                 |
| Regno Unito (UK Dance Charts)         | 1                 |
| Romania (Romanian Top 100)            | 43                |
| Repubblica Ceca (Ràdio - Top 100)     | 1                 |
| Russia (TopHit)                       | 2                 |
| Slovacchia                            | 1                 |
| Spagna (PROMUSICAE)                   | 7                 |
| Stati Uniti (RIAA)                    | 1                 |
| Stati Uniti (Dance Club Songs)        | 2                 |
| Stati Uniti (Pop Songs)               | 1                 |
| Stati Uniti (Hot Rap Songs)           | 4                 |
| Stati Uniti (Hot R&B/Hip-pop Songs)   | 79                |
| Stati Uniti (Hot Latin Song)          | 6                 |
| Stati Uniti (Top Adult Pop Songs)     | 15                |
| Stati Uniti (Rhythmic)                | 1                 |
| Scozia (OCC)                          | 1                 |
| Slovacchia (Rádio Top 100)            | 1                 |
| Svezia (Sverigetopplistan)            | 3                 |
| Svizzera (Schweizer Hitparade)        | 1                 |
| Polonia (Dance Top 50)                | 4                 |
| Ungheria (Dance Top 40)               | 2                 |
| Ungheria (Rádiós Top 40)              | 1                 |
| Ucraina (TopHit)                      | 77                |

### Classifiche di fine anno
| Classifica (2011) | Posizione |
| ----------------- | --------- |
| Australia         | 1         |
| Austria           | 6         |
| Canada            | 2         |
| Danimarca         | 9         |
| Germania          | 8         |
| Italia            | 18        |
| Polonia           | 11        |
| Regno Unito       | 3         |
| Stati Uniti       | 2         |
| Svizzera          | 8         |
| Classifica (2012) | Posizione |
| Australia         | 1         |
| Belgio (Fiandre)  | 86        |
| Belgio (Vallonia) | 33        |
| Canada            | 45        |
| Polonia           | 30        |
| Stati Uniti       | 29        |

### Classifiche di fine decennio
| Classifica (2010-19) | Posizione |
| -------------------- | --------- |
| Stati Uniti          | 2         |

### Classifiche di fine secolo
| Classifica (2000-2024) | Posizione |
| ---------------------- | --------- |
| Stati Uniti            | 4         |

### Classifiche di tutti i tempi
| Classifica (1958-2021) | Posizione |
| ---------------------- | --------- |
| Stati Uniti            | 7         |